# 1897 год в автомобилестроении
Список событий в автомобилестроении в 1897 году:

## События

### Март
- 15 — в Кливленде, штат Огайо, основана Winton Motor Carriage Company[англ.], одна из первых автомобильных компаний Америки. В июне Александр Винтон (англ. Alexander Winton) на одном из двух изготовленных в этом году автомобилей съездил в Нью-Йорк. К 1915 году компания изготавливала 2500 автомобилей в год, но это были дорогие вручную собранные машины, которые с трудом конкурировали с массовыми моделями Форда. В 1924 году выпуск автомобилей был прекращен и компания сосредоточилась на производстве дизельных двигателей[1].

### Июнь
- 30 — первое моторизированное такси Daimler Victoria с таксометром, было передано заказчику в Штутгарте. Компания Motor-Wagen-Kutscherei стала первым в мире таксомоторным парком, использующим автомобили[2].

### Август
- 21 — Рэнсом Эли Олдс основал Olds Motor Vehicle Company. В 1899-м компанию приобрёл промышленник Samuel l. Smith, сделавший Олдса вице-президентом и генеральным менеджером. В 1904 году из-за разногласий с руководством Олдс покинул компанию и основал новую, REO Motor Car Company[англ.]. А Olds Motor Company в 1908 году вошла в состав General Motors[3].

### Сентябрь
- 30 — первая автомобильная выставка Германии открылась в Берлине. Восемь блестяще отполированных мотокарет демонстрировались перед отелем Бристоль в самом сердце города на бульваре Унтер-ден-Линден[4].